# حسين صلاح الدين

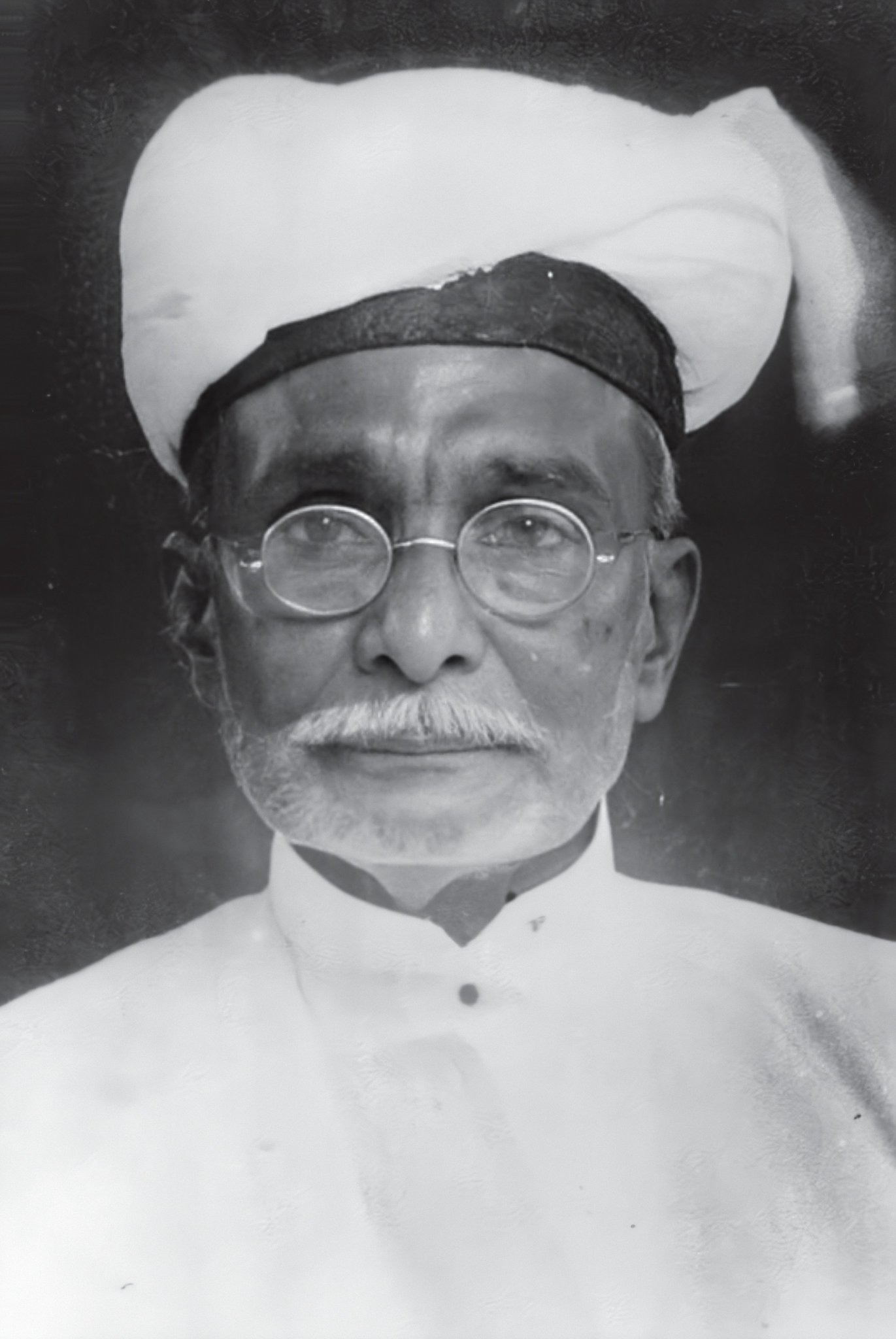
حسين صلاح الدين

حسين صلاح الدين ولد في 14 أبريل 1881 وتوفي في 20 سبتمبر 1948، هو كاتب وشاعر وعالم مالديفي.
يعتبر أكثر كتاب المالديف شهرة وقد وقع تكريمه كأحد المساهمين البارزين في الأدب المالديفي في فترة شهدت تطورات كبيرة على الساحة الأدبية المالديفية.

## حياته
ولد حسين صلاح الدين في 14 أبريل 1881. وقد تلقى تعليمه في جزيرة ميدهو (Meedhoo) في أدو أتول (Addu Atoll). وقد درس على أستاذه العلم الشيخ الحافظ إبراهيم ثاكوروفان ثم على يدي الشيخ محمد جمال الدين نائب ثوتثو (Naib Thutthu). وحسين صلاح الدين هو مؤسس المدرسة المجيدية القائمة إلى اليوم في مدينة ماليه. كما أنه تولى عدة مناصب هامة في حكومة المالديف. وهو معروف بمساهماته البارزة في الأدب المالديفي، بما في ذلك ترجمة كتب متنوعة من العربية والأوردو والفارسية إلى لغة المالديف الديفيهي.
ومن المسؤوليات التي تقلدها في الحكومة المالديفية السكرتارية والوزارة الأولى للمجلس. كما أنه عمل كمدير للمدرسة المجيدية وهي أول مؤسسة تعليمية في جزر المالديف ة تقع قبالة مقر إقامة حسين صلاح الدين. وقد أصبح وهو ما يزال شابا مدعيا عموميا لجزر المالديف، كما أنه عمل كرئيس للعدالة لمدة طويلة.
وقد عمل طوال حياته في الهيئة الأدبية الوطنية التي أقامها الرئيس محمد أمين ديدي. كما أن صلاح الدين معروف بأنه قد نشر عددا من أشهر الكتب والقصائد المؤثرة في الديفيهي. ومن أهم الكتب التي ألفها قصة ذون بيفان، وقصة ثاكوروفان الأعظم، والشيخ زبير وأصبح مفسرا لأعمال أكبر شاعرين مالديفيين، النعمان ومريام، من خلال مجموعتين من الأعمال الشعرية: نجم الصباح الأول والثاني، والأهم من ذلك كتابه الشهير : سيرة النبي محمد والذي نقل فيه إلى لغة الديفيهي عدة كتب عربية حول النبي.

## تأثيره وتراثه
- من آثاره تسجيل إذاعي حول السيرة النبوية كان يقدمها بالإذاعة المالديفية في شهر رمضان. وهذه السيرة تعكس روح الكتابة المالديفية، ومع ذلك فإن السيرة كانت مجرد ترجمة لأعمال عربية حول الموضوع.
- أما قصة ثاكوروفان الأعظم فهي تعتبر رواية حول حياة وزمن البطل الوطني السلطان محمد ثاكوروفان الأعظم. وقد اعتمد في كتابته على الرواية الشعبية الشفوية وعلى الأساطير المرتبطة بحياة الرجل. ومع ذلك فصلاح الدين استعمل أسلوبه الأدبي الخاص في الكتابة، وبقي وفيا للرواية الشعبية، والنتيجة تتمثل في أنها تعتبر إحدى ملاحم المالديف. ومع ذلك فإن قصة محمد ثاكوروفان ليست أكثر من رواية شعبية أو حدث معاصر بقي مثار التساؤل. ولا غرو فاليوم الوطني في المالديف يحتفى به في ربيع الأول إحياء لتحرير جزر المالديف من الغزو البرتغالي.

هذا وقد أصبحت بعض الأبيات الشعرية لصلاح الدين أمثالا تردد في المالديف، وتدرس أشعاره في مدارس البلاد في المستوى التعليمية من السادسة إلى العاشرة.
- النعمان ومريام اعتبرها البعض أحد أصعب الروايات المكتوبة في لغة الديفيهي. وقد نشرت لأول مرة عام 1934، وتدور أحداثها بعد ستين سنة من ذلك التاريخ أي في المستقبل. وقد تعرض فيها صلاح الدين إلى بعض المسائل من مثل حقوق المرأة والتربية والتأثير الأجنبي وكل المسائل التي من الممكن اعتبارها غريبة على قارئ الثلاثينات. وبالعودة إليها فإن العديد من القراء يرون أن الرواية تصف المالديف لعام 1994. غير أن المتكلمين بالديفيهي العصرية يجدون صعوبة في قراءتها نظرا لجملها الطويلة ولثراء لغتها.

## وفاته
توفي حسين صلاح الدين يوم 20 سبتمبر 1948 ودفن في كولومبو بسريلانكا.

## وصلة خارجية
- موقع مهدى لحسين صلاح الدين بلغة الديفيهي نسخة محفوظة 8 فبراير 2007 على موقع واي باك مشين.